# 44 Batalion Celny
44 Batalion Celny – jednostka organizacyjna formacji granicznych II Rzeczypospolitej.

## Formowanie i zmiany organizacyjne
Na podstawie rozkazu Ministra Spraw Wojskowych L.11069/Mob. z dnia 13 sierpnia 1921 w miejsce batalionów etapowych i wartowniczych utworzone zostały bataliony celne. 44 batalion celny powstał w granicach odpowiedzialności dowództwa 2 Armii, a zorganizowano go na bazie batalionów etapowych będących w dyspozycji Armii. Etat batalionu wynosił 14 oficerów i 600 szeregowych. Batalion podlegał Ministerstwu Spraw Wewnętrznych.
Mimo że batalion był w całym tego słowa znaczeniu oddziałem wojskowym, nie wchodził on w skład pokojowego etatu armii. Uniemożliwiało to uzupełnianie z normalnego poboru rekruta. Ministerstwo Spraw Wojskowych zarówno przy ich formowaniu, jak i uzupełnianiu przydzielało mu często żołnierzy podlegających zwolnieniu, oficerów rezerwy oraz szeregowców i oficerów zakwalifikowanych przez dowództwa okręgów generalnych jako nie nadających się do dalszej służby wojskowej.
Wykonując postanowienia uchwały Rady Ministrów z 23 maja 1922, Minister Spraw Wewnętrznych rozkazem z 9 listopada 1922 zmienił nazwę „Baony Celne” na „Straż Graniczna”. Wprowadził jednocześnie w formacji nową organizację wewnętrzną. 44 batalion celny przemianowany został na 44 batalion Straży Granicznej.

## Służba celna
Odcinek batalionowy dzielony został na trzy lub cztery pododcinki, które obsadzały kompanie celne wystawiające posterunki i patrole. Posterunki wystawiano wzdłuż linii granicznej w taki sposób, by mogły się w dzień nawzajem widzieć. Batalion współpracował z posterunkami i patrolami Policji Państwowej. Współpraca polegała na tym, że bataliony celne wystawiały wzdłuż linii granicznej stale posterunki i patrole, natomiast policja tworzyła je w głębi strefy, poza linią graniczną. W zakresie ochrony granicy batalion podlegał staroście. 
Rozlokowanie placówek wzdłuż przydzielonego odcinka granicznego batalion zakończył 28 listopada 1921. Sztab batalionu rozlokował się w Budsławiu, 1 i 2 kompania celna w Dołhinowie, a 3 kompania w Zacieniu. 
W czerwcu 1922 dowództwo batalionu przeniosło się z Budsławia do Dołhinowa z pozostawieniem w Budsławiu adiutantury, kompanii gospodarczej, oddziału karabinów maszynowych, izby chorych i taborów. Faktycznie do Dołhinowa przybył dowódca batalionu, część kancelarii i oficer do zleceń. 1 kompania przeniosła się do Milczy, a 2 kompania celna do Kamionki.
Z dniem 28 października, po wielu perturbacjach, odwołaniach i uszczegóławianiu rozkazów całe dowództwo batalionu i pododdziały sztabowe przybyły do Dołhinowa
Sąsiednie bataliony
- 30 batalion celny ⇔ 31 batalion celny – XII 1921

## Żołnierze batalionu
Dowódcy batalionu
| stopień | imię i nazwisko     | okres pełnienia służby |
| ------- | ------------------- | ---------------------- |
| major   | Maksymilian Ferentz | był w 1921             |

## Struktura organizacyjna
| OdeB 44 batalionu celnego w Budsławiu na dzień 28 listopada 1921: | OdeB 44 batalionu celnego w Budsławiu na dzień 28 listopada 1921: | OdeB 44 batalionu celnego w Budsławiu na dzień 28 listopada 1921: | OdeB 44 batalionu celnego w Budsławiu na dzień 28 listopada 1921: |
| kompania                                                          | 1. Zaciemień (mapa)                                               | 2. Kamień (mapa)                                                  | 3. Milcza                                                         |
| ----------------------------------------------------------------- | ----------------------------------------------------------------- | ----------------------------------------------------------------- | ----------------------------------------------------------------- |
| wartownie                                                         | Marjanówka                                                        | Stachy                                                            | Krugłe                                                            |
| wartownie                                                         | Godziewo                                                          | Karolin                                                           | Wardomicze                                                        |
| wartownie                                                         | Żurawy                                                            | Kamionka                                                          | Haczków                                                           |
| wartownie                                                         | Tokary                                                            | Krajszczanka                                                      | Sołonoje                                                          |
| wartownie                                                         | Kruniczyn                                                         | Ragozin                                                           | Milcza                                                            |
| wartownie                                                         | Jurkowo                                                           | Krugłe                                                            | Rucza                                                             |
| wartownie                                                         |                                                                   | Izabelin                                                          |                                                                   |
| wartownie                                                         | Krzywoznaki                                                       |                                                                   |                                                                   |
| wartownie                                                         | Pohost                                                            |                                                                   |                                                                   |